# Georges Aeby (voetballer)
Georges Aeby (Fribourg, 21 september 1913 - 15 december 1999) was een Zwitsers voetballer. Hij was de broer van Paul Aeby.

## Carrière
Aeby speelde gedurende zijn carrière voor de Zwitserse ploegen Servette FC Genève, waarmee hij twee landstitels wist te veroveren, en voor FC Lausanne-Sport waarmee hij één titel veroverde. Daarnaast kwam hij uit voor FC Biel-Bienne en Urania Genève Sport. Hij kwam tot 39 interlands waarin hij dertien keer scoorde voor Zwitserland.

## Erelijst
- Servette FC Genève
  - Zwitsers Landskampioen: 1933, 1940
  - Zwitsers Landskampioen topscorer: 1940
- FC Lausanne-Sport
  - Zwitsers Landskampioen: 1944
  - Zwitserse voetbalbeker: 1944